# Municipio de Rhame
El municipio de Rhame (en inglés: Rhame Township) es un municipio ubicado en el condado de Bowman en el estado estadounidense de Dakota del Norte. En el año 2010 tenía una población de 27 habitantes y una densidad poblacional de 0,36 personas por km².

## Geografía
El municipio de Rhame se encuentra ubicado en las coordenadas 46°14′26″N 103°41′32″O / 46.24056, -103.69222. Según la Oficina del Censo de los Estados Unidos, el municipio tiene una superficie total de 75.55 km², de la cual 75,25 km² corresponden a tierra firme y (0,39 %) 0,3 km² es agua.

## Demografía
Según el censo de 2010, había 27 personas residiendo en el municipio de Rhame. La densidad de población era de 0,36 hab./km². De los 27 habitantes, el municipio de Rhame estaba compuesto por el 100 % blancos. Del total de la población el 0 % eran hispanos o latinos de cualquier raza.